# FC Vaslui
Sporting Vaslui, właśc. Clubul Sportiv Sporting Juniorul Vaslui – profesjonalny rumuński klub piłkarski występujący w rumuńskiej trzeciej lidze. Klub powstał w 2002 roku. W 2005 roku drużyna z Vaslui pobiła rekord, wchodząc do rumuńskiej ekstraklasy po zaledwie 3 latach istnienia. W sezonie 2012/2013 na najlepszego gracza drużyny został wybrany Piotr Celeban. W 2014 roku, pomimo ukończeniu rozgrywek na 5. miejscu, klub został relegowany z I ligi z powodów finansowych.
W lipcu 2014 zespół został reaktywowany przez stowarzyszenie kibiców pod nazwą Asociația Sportivă a Suporterilor Fotbal Club Vaslui. ASS FC Vaslui przystąpił do Ligi IV i nieoficjalnie był kontynuatorem historii pierwotnego klubu. Ze względu na ograniczony budżet nie udało mu się uzyskać promocji do Ligi III, pomimo pewnych docenianych zmian na poziomie czwartej ligi.
W styczniu 2020 ASS FC Vaslui ogłosił, że nawiązał współpracę ze Sporting Juniorul Vaslui. Latem 2020 oba kluby połączyły się i przyjęły nazwę Clubul Sportiv Sporting Juniorul Vaslui.

## Sukcesy
- Puchar Intertoto UEFA 2008 i awans do Pucharu UEFA

## Sezony w I lidze

### 2005/2006
W pierwszym sezonie w I lidze właściciel FC Vaslui zdecydował wnieść do drużyny piłkarzy o dużym doświadczeniu w krajowym futbolu. Pierwszym transferem było ściągnięcie byłego gracza Steauy Claudiu Răducanu za darmo z Arminii Bielefeld. Następnie szeregi klubu zasilili m.in. Nana Falemi (z Ergotelis), Sabin Ilie (z Changchun Yatai) i Ionuț Badea. Trenerem został Basarab Panduru sprowadzony z Oțelul Gałacz.
Pierwszy mecz rozegrali z Rapidem Bukareszt. Rapid wygrał 1:0. W następnej kolejce FC Vaslui zaliczyło 1 punkt w rozgrywkach pierwszoligowych. 1:1 w meczu z Gloria Bistrița. Po kolejnych 3 porażkach Panduru zrezygnował ze stanowiska. Zastąpił go Mircea Rednic wcześniejszy szkoleniowiec Universitatea Krajowa.
Nowy trener nie odniósł większego sukcesu. Do końca pierwszej części sezonu zespół zdobył tylko 5 punktów i w dalszym ciągu nie zaliczył pierwszego zwycięstwa w lidze. Najbliżej triumfu byli w meczu ze Steauą (2:2). Po tym meczu Ionuț Badea zastąpił Sorina Frunzâ jako kapitana. W przerwie zimowej klub postanowił rozwiązać kontrakty z zawodnikami, którzy rozczarowali w pierwszej części sezonu. Byli to: Claudiu Răducanu, Nana Falemi, Sabin Ilie, Dejan Pešić (przed przybyciem do Vaslui na wypożyczeniu w Wiśle Kraków), Gabriel Kajcsa, George Șoltuz, Ionuț Voicu i Darko Maletić.
Nowymi zawodnikami zostali: Marius Croitoru, Sebastian Sfârlea, Sebastian Huțan, Adrian Mihalcea, Cătălin Cursaru i Milorad Bukvić.
W 17 meczu sezonu FC Vaslui wreszcie wygrało mecz ligowy. 2:0 z Gloria Bistrița. Gole strzelali nowi piłkarze klubu: Marius Croitoru i Milorad Bukvić. Po nowej serii porażek drużyna pokonała 3:0 FC Argeș Pitești. Niektórzy podejrzewają, że był to mecz ustawiony.
Po 2 zwycięstwach z FC Naţional i Pandurii Târgu Jiu oraz 2 remisach z Oțelul Gałacz i Politehnica Timișoara FC Vaslui pierwszy raz pokonało klasowego rywala. Na stadionie im. Ștefana cel Mare FC Dinamo Bukareszt przegrało po bramkach Croitoru i Badei. W 29 meczu ekipa z Vaslui zapewniła sobie utrzymanie w lidze wygrywając 2:0 z FCM Bacău. W finałowym meczu sezonu do Vaslui przybyła ekipa Steauy, której potrzebne było zwycięstwo by zdobył tytuł mistrza i wyprzedzić Rapid. Staeua wygrała, ale wynik 4:0 zakwestionowali działacze Rapidu i następnego dnia Adrian Porumboiu zrezygnował ze sponsorowania drużyny FC Vaslui.
Po zdobyciu tytułu przez Steauę Gigi Becali rozpoczął negocjacje kupna z FC Vaslui Valentina Badei i Bogdana Panaita. Steaua zapłaciła za nich 1,2 mln $. W lecie Sebastian Huțan przeszedł do moskiewskiego Dynama, Adrian Mihalcea do cypryjskiego AEL Limassol i Sebastian Sfârlea do Politehniki Jassy. Ilie Baicu, Cătălin Cursaru i Ionuț Badea również zdecydowali się opuścić FC Vaslui.
Mircea Rednic postanowił zostawić drużynę Vaslui i podpisać kontrakt z Dinamem Bukareszt (kolejna kontrowersja związana z meczem Vaslui – Steaua, Steaua potrzebowała wygranej do mistrzostwa, Dinamo do gry w europejskich pucharach).

### 2006/2007
W 2 sezonie występów w 1 lidze Vaslui miało tylko 6 graczy z poprzedniego sezonu: Cristian Hăisan, Bogdan Buhuș, Petar Jovanović, Marius Croitoru, Vasile Buhăescu i Milorad Bukvić. Nowym trenerem został Gheorghe Mulțescu. Latem drużyna z Vaslui kupiła 4 zawodników ze zdegradowanego FCM Bacău: Ștefan Mardare, Marius Doboș, Adrian Gheorghiu i Răzvan Neagu. Kolejnych kilku zawodników z drugiej ligi podpisało kontrakty z Vaslui: Laurențiu Ivan, Horațiu Popa, Daniel Sabou i Marian Alexandru oraz zawodnicy spoza lig rumuńskich: Jan Zolna, Kobi Nachtailer, Ștefan Apostol, Marko Ljubinković, Aleksandar Madžar (wcześniej występujący w Zagłębiu Sosnowiec). Kapitanem drużyny został Marius Croitoru. Nowy sezon rozpoczęli od 0:0 z Universitatea Krajowa. Potem 3 porażki z rzędu 2:5 z UTA Arad i po 1:3 z Farul Konstanca i Steauą. W 5 meczu Vaslui pokonało 1:0 FC Argeș Pitești. W 7 kolejce do Vaslui przybyła ekipa Dinama Bukareszt. Goście zwyciężyli 1:2, a Adrian Porumboiu skrytykował Mariusa Croitoru, Cristiana Hăisana i Petara Jovanovicia, mówiąc, że lepiej zagrałyby koszulki Dinama. Trener nowym kapitanem ustanowił Bogdana Buhușa. Po porażce 0:3 z Glorią Bistrița i remisie z Politehnica Iași 1:1, Gheorghe Mulțescu podał się do dymisji. Zastąpił go Viorel Hizo. Hizo zaczął od remisu z CFR Cluj 2:2. W następnym meczu pokonali Oțelul Galați 3:1, a Viorel Frunzâ zdobył hat-tricka. Po porażce z Unireą Urziceni Vaslui zaliczyło serię 5 kolejnych zwycięstw. W przerwie zimowej CFR Cluj kupił zdobywcę 10 goli w pierwszej części sezonu Viorela Frunzę za 350 tys. $, a Staeua za taką samą sumę kupiła Mariusa Croitoru i wzięła na wyszkolenie Bogdana Panaita. Ostatecznie Vaslui skończyło sezon na 8. miejscu.

### 2007/2008
W sezonie 2007/2008 Vaslui zajęło 7. miejsce dające szanse na debiut w europejskich pucharach. Wystąpili w Pucharze Intertoto 2008, wygrali swoją parę w III rundzie i awansowali do Pucharu UEFA. Drużynę przez ten sezon prowadzili Dorinel Munteanu, a następnie Emil Săndoi.

### 2008/2009
W obecnym sezonie po 5 kolejkach FC Vaslui zajmuje 3. miejsce z dorobkiem 12 punktów.
| 30 lipca 2008 20:30 | FC Vaslui · Ljubinković 26' | 1:0(0:0) | Steaua Bukareszt | Stadionul Municipal, Vaslui Widzów: 8 tys. Sędzia: Ovidiu Hațegan |
|                     |                             |          |                  |                                                                   |

| 3 sierpnia 2008 19:30 | Politehnica Iași · Beršnjak 26' | 1:3(1:2) | 'FC Vaslui · Temwanjera 33' · Cânu 39' · Ljubinković 53' | Stadionul Emil Alexandrescu, Iași Widzów: 0 Sędzia: Sorin Corpodean |
|                       |                                 |          |                                                          |                                                                     |

| 8 sierpnia 2008 20:30 | FC Vaslui · Temwanjera 54' | 1:0(0:0) | Gloria Bistrița | Municipal, Vaslui Widzów: 6 tys. Sędzia: Robert Dumitru |
|                       |                            |          |                 |                                                         |

| 17 sierpnia 2008 19:45 | Farul Konstanca · Gerlem 48' | 1:0(0:0) | FC Vaslui | Stadion Farul, Konstanca Widzów: 3 tys. Sędzia: Augustus Constantin |
|                        |                              |          |           |                                                                     |

| 24 sierpnia 2008 19:00 | FC Vaslui · Burdujan 28' 63' | 2:1(1:0) | CFR Cluj · Cadú 62' | Municipal, Vaslui Widzów: 5 tys. Sędzia: Alexandru Deaconu |
|                        |                              |          |                     |                                                            |

| 31 sierpnia 2008 17:45 | Oțelul Gałacz | 0:1(0:0) | FC Vaslui · Temwanjera 67' | Stadionul Oțelul, Gałacz Widzów: 8 tys. Sędzia: Alexandru Tudor |
|                        |               |          |                            |                                                                 |

| 12 września 2008 19:00 | FC Vaslui · Jovanović 10' | 1:2(1:0) | FC Dinamo Bukareszt · Dănciulescu 61' · Bratu 90+1' | Municipal, Vaslui Widzów: 6 tys. Sędzia: Istvan Kovacs |
|                        |                           |          |                                                     |                                                        |

## Europejskie puchary
Legenda do wszystkich tabel:
- Q – runda eliminacyjna, 1/16, 1/8, 1/4, 1/2 – odpowiednia faza rozgrywek, Grupa – runda grupowa, 1r gr – pierwsza runda grupowa, 2r gr – druga runda grupowa, F – finał, R – runda, PO – play-off
- k. – rzuty karne, los. – losowanie, Dogr. – dogrywka, w. – zasada bramek strzelonych na wyjeździe

| Sezon   | Rozgrywki        | Runda   | Przeciwnik         | Dom | Wyjazd | Ogólnie    |
| ------- | ---------------- | ------- | ------------------ | --- | ------ | ---------- |
| 2008    | Puchar Intertoto | 3R      | Neftçi             | 2–0 | 1–2    | 3–2        |
| 2008/09 | Puchar UEFA      | 2Q      | Liepājas Metalurgs | 3–1 | 2–0    | 5–1        |
| 2008/09 | Puchar UEFA      | 1R      | Slavia Praga       | 1–1 | 0–0    | 1–1, w.    |
| 2009/10 | Liga Europy      | 3Q      | Omonia             | 2–0 | 1–1    | 3–1        |
| 2009/10 | Liga Europy      | PO      | AEK Ateny          | 2–1 | 0–3    | 2–4        |
| 2010/11 | Liga Europy      | PO      | Lille OSC          | 0–0 | 0–2    | 0–2        |
| 2011/12 | Liga Mistrzów    | 3Q      | FC Twente          | 0–0 | 0–2    | 0–2        |
| 2011/12 | Liga Europy      | PO      | Sparta Praga       | 2–0 | 0–1    | 2–1        |
| 2011/12 | Liga Europy      | Grupa D | Sporting CP        | 1–0 | 0–2    | 3. miejsce |
| 2011/12 | Liga Europy      | Grupa D | S.S. Lazio         | 0–0 | 2–2    | 3. miejsce |
| 2011/12 | Liga Europy      | Grupa D | FC Zürich          | 2–2 | 0–2    | 3. miejsce |
| 2012/13 | Liga Mistrzów    | 3Q      | Fenerbahçe SK      | 1–4 | 1–1    | 1–5        |
| 2012/13 | Liga Europy      | PO      | Inter Mediolan     | 0–2 | 2–2    | 2–4        |

### Puchar Intertoto UEFA 2008
Jako przedstawiciel Rumunii, FC Vaslui rozpoczęło te rozgrywki bezpośrednio od III rundy (finałowej).

#### III runda
| 19 lipca 2008 21:00 | Neftçi PFK · Herasymiuk 27' · Sadıqov 84' | 2:1(1:1) | FC Vaslui · Genchev 29' | Stadion Tofiqa Bəhramova Widzów: 30 tys. Sędzia: Igor Egorov |
|                     |                                           |          |                         |                                                              |

| 27 lipca 2008 20:30 | FC Vaslui · Burdujan 30' · Temwanjera 38' | 2:0(2:0) | Neftçi PFK | Municipal, Vaslui Widzów: 5 tys. Sędzia: Robert Schörgenhofer |
|                     |                                           |          |            |                                                               |

### Puchar UEFA 2008/2009
Vaslui po zwycięstwie w dwumeczu z Neftçi Baku awansowało do II rundy Pucharu UEFA.

#### II runda wstępna
| 14 sierpnia 2008 18:00 | Liepājas Metalurgs | 0:2(0:0)Raport | FC Vaslui · N’Doye 69' · Genchev 73' | Stadion Daugava, Lipawa Widzów: 3 tys. Sędzia: Alexey Kulbakov |
|                        |                    |                |                                      |                                                                |

| 28 sierpnia 2008 20:30 | FC Vaslui · Burdujan 5' · Cânu 7' · N’Doye 30' | 3:1(3:0)Raport | Liepājas Metalurgs · Ferreira De Oli 85' · 69' Žuravļovs | Municipal, Vaslui Widzów: 7 tys. Sędzia: Mark Whitby |
|                        |                                                |                |                                                          |                                                      |

#### I runda zasadnicza
Vaslui wywalczyło awans po zwycięstwie w dwumeczu 5:1 z łotewskim Liepājas Metalurgs. W losowaniu zostali przydzieleni do 6 koszyka jako zespół nierozstawiony.
Koszyk 6
| Miejsce | Drużyna rozstawiona | Drużyna nierozstawiona   |
| ------- | ------------------- | ------------------------ |
| 1       | CSKA Moskwa         | Brøndby IF               |
| 2       | VfB Stuttgart       | FC Twente                |
| 3       | Rosenborg BK        | FC Vaslui                |
| 4       | Slavia Praga        | Czerno More Warna        |
| 5       | Stade Rennes        | Slaven Belupo Koprivnica |

Przeciwnikiem Vaslui została ekipa Slavii Praga.
| 18 września 2008 19:15 | Slavia Praga | 0:0Raport | FC Vaslui | Stadion Eden, Praga Sędzia: Paniaszwili |
|                        |              |           |           |                                         |

| 2 października 2008 20:30 | FC Vaslui | – | Slavia Praga | Municipal, Vaslui |
|                           |           |   |              |                   |

## Kapitanowie
| #  | Kapitan           | Mecze | Mecze jako kapitan | Bilans(zw. – r. – p.) |
| -- | ----------------- | ----- | ------------------ | --------------------- |
| 1  | Sorin Frunză      | 45    | 30                 | 9 – 10 – 11           |
| 2  | Bogdan Buhuș      | 87    | 29                 | 15 – 8 – 6            |
| 3  | Ionuț Badea       | 27    | 14                 | 2 – 6 – 6             |
| 4  | Marius Croitoru   | 32    | 11                 | 3 – 3 – 5             |
| 5  | Bogdan Panait     | 51    | 5                  | 2 – 2 – 1             |
| 6  | Cristian Hăisan   | 71    | 3                  | 0 – 1 – 2             |
| 7  | Daniel Sabou      | 42    | 3                  | 0 – 1 – 2             |
| 8  | Sebastian Sfârlea | 12    | 2                  | 2 – 0 – 0             |
| 9  | Ștefan Apostol    | 51    | 1                  | 0 – 1 – 0             |
| 10 | Valentin Badea    | 24    | 1                  | 0 – 1 – 0             |
| 11 | Milorad Bukvić    | 61    | 1                  | 0 – 0 – 1             |
| 12 | Adrian Gheorghiu  | 59    | 1                  | 0 – 1 – 0             |
| 13 | Sebastian Huţan   | 15    | 1                  | 0 – 0 – 1             |
| 14 | Ștefan Mardare    | 46    | 1                  | 1 – 0 – 0             |

## Zawodnicy FC Vaslui z największa ilością meczów w I lidze
| #  | Zawodnik          | Lata      | Mecze(gole) |
| -- | ----------------- | --------- | ----------- |
| 1  | Bogdan Buhuș      | 2005-     | 87(0)       |
| 2  | Cristian Hăisan   | 2001-     | 71(0)       |
| 3  | Marko Ljubinković | 2006-     | 63(20)      |
| 4  | Milorad Bukvić    | 2006-2008 | 61(8)       |
| 5  | Adrian Gheorghiu  | 2006-     | 59(9)       |
| 6  | Vasile Buhăescu   | 2005-     | 56(3)       |
| 7  | Petar Jovanović   | 2005-     | 55(4)       |
| 8  | Ștefan Apostol    | 2006-2008 | 52(0)       |
| 9  | Bogdan Panait     | 2003-     | 51(7)       |
| 10 | Mike Temwanjera   | 2007-     | 46(10)      |

## Najlepsi strzelcy FC Vaslui w I lidze
| #  | Zawodnik          | Lata      | Gole(mecze) |
| -- | ----------------- | --------- | ----------- |
| 1  | Marko Ljubinković | 2006-     | 20(63)      |
| 2  | Viorel Frunză     | 2005-2007 | 10(22)      |
| 3  | Mike Temwanjera   | 2007-     | 10(46)      |
| 4  | Adrian Gheorghiu  | 2006-     | 9(59)       |
| 5  | Milorad Bukvić    | 2006-2008 | 8(61)       |
| 6  | Bogdan Panait     | 2003-     | 7(51)       |
| 7  | Marius Croitoru   | 2006-2007 | 6(32)       |
| 8  | Valentin Badea    | 2003-2006 | 5(26)       |
| 9  | Daniel Sabou      | 2006-2008 | 4(42)       |
| 10 | Sorin Frunză      | 2002-2008 | 4(45)       |

## Najwięcej meczów ogółem
| #  | Zawodnik          | Lata      | Mecze(gole) |
| -- | ----------------- | --------- | ----------- |
| 1  | Bogdan Buhuș      | 2005-2010 | 125(0)      |
| 2  | Adrian Gheorghiu  | 2006-2013 | 119(9)      |
| 3  | Sorin Frunză      | 2005-2007 | 114(35)     |
| 4  | Bogdan Panait     | 2007-2010 | 104(8)      |
| 4  | Vasile Buhăescu   | 2005-2014 | 104(8)      |
| 4  | Valentin Badea    | 2003-2006 | 81(28)      |
| 6  | Marko Ljubinković | 2006-2010 | 94(24)      |
| 7  | Cristian Hăisan   | 2005-2010 | 84(0)       |
| 8  | Petar Jovanović   | 2005-2012 | 75(4)       |
| 9  | Paul Papp         | 2009-2012 | 74(6)       |
| 10 | Milorad Bukvić    | 2006-2008 | 61(8)       |

## Najlepsi strzelcy ogółem
| #  | Zawodnik          | Lata                | Gole(mecze) | Średnia gola na mecz |
| -- | ----------------- | ------------------- | ----------- | -------------------- |
| 1  | Valentin Badea    | 2003-2006           | 28(81)      | 0,34                 |
| 2  | Marko Ljubinković | 2006-               | 20(67)      | 0,31                 |
| 3  | Sorin Frunză      | 2002-2004 2005-2008 | 18(88)      | 0,20                 |
| 4  | Viorel Frunză     | 2004-2007           | 17(44)      | 0,38                 |
| 5  | Filip Popescu     | 2004-2005           | 13(28)      | 0,46                 |
| 6  | Florin Anghel     | 2003-2004           | 12(25)      | 0,48                 |
| 7  | Mike Temwanjera   | 2007-               | 11(50)      | 0,23                 |
| 8  | Adrian Gheorghiu  | 2006-               | 9(63)       | 0,14                 |
| 9  | Tihamer Torok     | 2004-2005           | 8(39)       | 0,20                 |
| 10 | Milorad Bukvić    | 2006-2008           | 8(60)       | 0,13                 |

## Aktualny skład
Stan na 8 marca 2022
| Nr | Poz. | Piłkarz                   |
| -- | ---- | ------------------------- |
| 1  | OB   | Oussama Bechoua           |
| 3  | OB   | Bogdan Panait             |
| 5  | OB   | Cristian Sonea            |
| 5  | PO   | Mario Pipoș               |
| 6  | OB   | Ovidiu Costache           |
| 7  | OB   | Marian Ciobotaru          |
| 8  | PO   | Octavian Cracea (kapitan) |
| 9  | NA   | Leonid Gherase            |
| 10 | PO   | Alexandru Codreanu        |
| 11 | NA   | Auraș June                |
| 12 | BR   | Florinel Petrariu         |
| 14 | OB   | Ionuț Baciu               |

| Nr | Poz. | Piłkarz            |
| -- | ---- | ------------------ |
| 15 | OB   | Marcel Chiorean    |
| 16 | PO   | Vlad Mocanu        |
| 17 | OB   | Gelu Grigoraș      |
| 19 | PO   | Valentin Hagiu     |
| 23 | PO   | Andrei Mihai       |
| 25 | PO   | Georgian Albu      |
| 26 | NA   | Sebastian Țârțârău |
| 28 | BR   | Mihai Tătaru       |
| 30 | NA   | Florin Burghele    |
| 31 | NA   | Mircea Horciu      |
| 80 | PO   | Iustin Obleșniuc   |

## Trenerzy(od 2005)
| # | Trener            | Lata      | Mecze | Bilans     | Gole  |
| - | ----------------- | --------- | ----- | ---------- | ----- |
| 1 | Basarab Panduru   | 2005      | 5     | 0 – 1 – 4  | 2:9   |
| 2 | Mircea Rednic     | 2005-2006 | 25    | 6 – 10 – 9 | 21:18 |
| 3 | Gheorghe Mulțescu | 2006      | 9     | 1 – 2 – 6  | 7:19  |
| 4 | Viorel Hizo       | 2006-2007 | 25    | 12 – 9 – 4 | 34:25 |
| 5 | Dorinel Munteanu  | 2007-2008 | 26    | 11 – 9 – 6 | 39:23 |
| 6 | Emil Săndoi       | 2008      | 8     | 1 – 2 – 5  | 5:11  |
| 7 | Viorel Hizo       | 2009-     | 5     | 4 – 0 – 1  | 7:3   |

## Gracze roku w drużynie
| Rok  | Zawodnik          |
| ---- | ----------------- |
| 2006 | Valentin Badea    |
| 2007 | Cristian Hăisan   |
| 2008 | Marko Ljubinković |
| 2009 | Stanislav Genchev |
| 2010 | Wesley            |
| 2011 | Adaílton          |
| 2012 | Wesley            |
| 2013 | Piotr Celeban     |
| 2014 | Liviu Antal       |